# Luc-Peter Crombé
Luc-Peter Crombé (* 14. Januar 1920 in Opwijk; † 17. Mai 2005 in Sint-Martens-Latem) war ein belgischer Maler.

## Leben
Luc-Peter Crombé begann seine Ausbildung an der Akademie St. Lucas in Gent, von dort folgte er der Klasse Constant Permeke an das Hoger Institut voor Schone Kunsten nach Antwerpen. Danach verbrachte er fünf Jahre bei Jos Verdegem in Gent. Crombé ergänzte das mit unermüdlichen Selbststudium, gestützt auf Analysieren und Kopieren der alten Meister in in- und ausländischen Museen.
Daneben genoss Crombé eine besondere Ausbildung (Altertumskunde und Restauration) an der École du Louvre. Er konnte diese Ausbildung im Atelier van Gelde (Gent) in der Praxis umsetzen ebenso wie bei Serulaz im Louvre.
Er wohnte seit 1970 in Sint-Martens-Latem, wo er mit Maurice Schelck, Fons Roggeman, Joe Van Rossem, Chris Pots, Jef Wauters und Lea Vanderstraeten die sogenannte vierte Gruppe der Latemse School repräsentierte.

## Preise und Auszeichnungen
- Prijs voor levend model, 1947, Antwerpen
- Provinciale prijs , 1954, Oost-Vlaanderen
- Prijs voor grafiek, 1955, Frankfurt
- Benevenutoprijs, 1956, Milaan
- Sagrada familliaprijs voor religieuse kunst, 1957, Barcelona
- Grootste onderscheiding op "World's fair", 1964
- Ereprijs Detroit, 1965